# Leekstermeergebied
Leekstermeergebied este o arie protejată (arie de protecție specială avifaunistică — SPA) din Țările de Jos întinsă pe o suprafață de 1.543 ha, integral pe uscat.

## Localizare
Centrul sitului Leekstermeergebied este situat la coordonatele 53°10′55″N 6°27′15″E / 53.182°N 6.4542°E.

## Înființare
Situl Leekstermeergebied a fost declarat arie de protecție specială avifaunistică în martie 2000 pentru a proteja 6 specii de animale.

## Biodiversitate
Situată în ecoregiunea atlantică, aria protejată nu include niciun habitat protejat.
La baza desemnării sitului se află mai multe specii protejate de  păsări (6): lăcar-de-rogoz (Acrocephalus schoenobaenus), rață fluierătoare (Anas penelope), gârliță mare (Anser albifrons), Branta leucopsis, cristeiul de câmp (Crex crex), cresteț pestriț (Porzana porzana)